# Вінфред Леманн
Вінфред Філіп Леманн (англ. Winfred Philip Lehmann, 23 червня, 1916, Серпрайз, Небраска — 1 серпня, 2007, Остін, Техас) — американський мовознавець, фахівець з історичної лінгвістики, зокрема, з реконструкції праіндоєвропейської та прагерманської мов, а також у галузі машинного перекладу.
Леманн використовує термін «передіндоевропейський» (Pre-Indo-European) не в значенні доіндоєвропейського субстрату, як зазвичай прийнято в мовознавстві, а на позначення протоіндоєвропейскої мови. Про реконструкцію цієї мови він написав свою останню монографію.

## Біографія
Отримав ступінь бакалавра мистецтв в Коледжі ім. Мартіна Лютера в м. Вотертаун (штат Вісконсин) в 1936 р., потім ступінь магістра мистецтв у Вісконсин-Медісонському університеті в 1938 році й доктора філософії в 1941 році в галузі німецької філології у Вісконсинському університеті.
На початку Другої світової війни служив у Сигнальному корпусі армії США на посаді офіцера-викладача Школи японської мови. Після війни — асистент професора на кафедрі німецької мови у Вашингтонському університеті, з 1949 р. — асоційований професор (доцент) германістики в Техаському університеті в м. Остін. З 1951 р. — професор, очолював кафедру в 1953—1964 роках.
Після виходу у відставку в 1986 р. вчені з багатьох країн Європи та США зібралися в Техаському університеті, щоб вшанувати його на конференції присвяченій питанням лінгвістичної реконструкції. У збірці праць конференції, Reconstructing Languages and Cultures (1992, за редакцією Е. Полома та В. Вінтера), підкреслюється значення праць Лемана для індоєвропеїстики та історичної лінгвістики.
Леманну належить заслуга заснування двох кафедр в Техаському університеті та Центру лінгвістичних досліджень в Остіні (Техас), директором якого він був з 1961 року й до своєї смерті.